# Щегловитов, Иван Григорьевич
Ива́н Григо́рьевич Щеглови́тов (13 (25) февраля 1861 — 5 сентября 1918) — русский криминолог и государственный деятель, статс-секретарь (2 марта 1911), действительный тайный советник (20 ноября 1914), министр юстиции Российской империи (1906—1915). Последний председатель Государственного совета Российской империи (в 1917 году).

## Биография
Родился 13 (25 февраля) 1861 года в селе Валуец Стародубского уезда Черниговской губернии (ныне Почепский район Брянской области). Выходец из малороссийского дворянства (Черниговской губернии), был третьим сыном штабс-ротмистра (кавалерийский обер-офицерский чин, соответствующий современному капитану) Григория Семёновича Щегловитова (1821—1887), которого дважды (в 1853—1854 и 1860—1887) избирали Стародубским уездным предводителем дворянства, владевшего частью Валуйца.
В 1881 году окончил Императорское училище правоведения с золотой медалью.
С 1885 года товарищ прокурора Нижегородского, с 1887 года — Петербургского окружного суда. C 1894 года — прокурор Санкт-Петербургского окружного суда, с 1895-го — товарищ прокурора столичной судебной палаты.
Принимал участие в составлении проекта дисциплинарного устава для служащих гражданского ведомства, а также в трудах комиссии по пересмотру законоположений по судебной части, для которой им составлена объяснительная записка к проекту новой редакции устава уголовного судопроизводства, содержащая подробное историческое обозрение научного материала и иностранной практики.
В 1898 году назначен товарищем обер-прокурора уголовного кассационного департамента Правительствующего сената, с того же года — в Первом департаменте Сената. В 1900—1903 годах вице-директор Первого департамента Министерства юстиции. В 1903—1905 годах обер-прокурор уголовного кассационного департамента Сената. С 22 апреля 1905 возглавлял Первый департамент Министерства юстиции.
В 1903 году был приглашён читать в Императорское училище правоведения лекции по теории и практике уголовного судопроизводства. Приобрёл такой авторитет в области криминологии, что уголовное отделение Петербургского юридического общества избрало его своим председателем.
С 1 февраля 1906 года товарищ министра юстиции при министре Михаиле Акимове.
Назначен министром 24 апреля 1906 года, 1 января 1907 года — также и членом Государственного совета. 7 февраля 1908 года на его жизнь неудачно покушалась Лидия Стуре. С 1911 года — сенатор. «Холодный и жестокий, этот вечно улыбающийся и готовый улыбаться высокий старик с розовыми щёчками неизменно отвергал все ходатайства о помиловании или снисхождении».
Известен своими антисемитскими взглядами. Предполагаемый инициатор обвинения еврея Бейлиса в ритуальном убийстве. За время управления министерством юстиции Щегловитов получил прозвище «Ванька-каин», а 6 июля 1915 года, на волне общественного возмущения, он был уволен с этой должности. При этом 1 января 1917 года император назначил его на должность председателя Государственного совета Российской империи.
Придерживался правых взглядов, покровительствовал «Союзу русского народа». Состоял членом монархической организации «Русское собрание», участвовал в работе Совещания монархистов 21—23 ноября 1915 года в Петрограде, на котором был избран председателем. На этом совещании был избран председателем Совета монархических съездов — всероссийского руководящего органа монархистов.
Во время Февральской революции арестован. Находился в заключении в Петропавловской крепости с 1 марта 1917 по 26 февраля 1918 года. Его деятельность была предметом расследования Чрезвычайной следственной комиссии, не окончившей свою работу к моменту Октябрьской революции.
Перевезён в Москву и как заложник публично казнён во внесудебном порядке после объявления красного террора, 5 сентября 1918 года вместе с рядом других государственных и церковных деятелей Российской империи. Вместе с ним на территории Петровского парка были расстреляны бывшие министры внутренних дел Николай Маклаков и Алексей Хвостов, протоиерей Православной российской церкви Иоанн Восторгов. Перед смертью держался мужественно и, по воспоминаниям окружающих, «не выказал никакого страха».

## Награды
Российские:
- Орден Святого Станислава 3-й степени (6 июня 1884),
- Орден Святой Анны 3-й степени (1 января 1890),
- Монаршее благоволение (1 января 1892),
- Орден Святого Станислава 2-й степени (1 января 1893),
- Орден Святой Анны 2-й степени (1 января 1896),
- Орден Святого Владимира 4-й степени (1 января 1898),
- Орден Святого Владимира 3-й степени (1 января 1902),
- Орден Святого Станислав 1-й степени (1 января 1905),
- Орден Святой Анны 1-й степени (1 января 1908),
- Орден Святого Владимира 2-й степени (18 апреля 1910),
- Орден Белого орла (21 февраля 1913),
- Золотой нагрудный знак в память 50-летия Высочайше утверждённого 1 января 1864 г. Положения о губернских и уездных земских учреждениях (23 февраля 1914),
- Высочайший рескрипт (20 ноября 1914),
- Светло-бронзовая медаль за труды по отличному выполнению Всеобщей мобилизации 1914 г. (13 апреля 1915),
- Орден Святого Александра Невского (1 января 1917).

Иностранные:
- Бухарский орден Искандер-Салис (1909).

## Сочинения

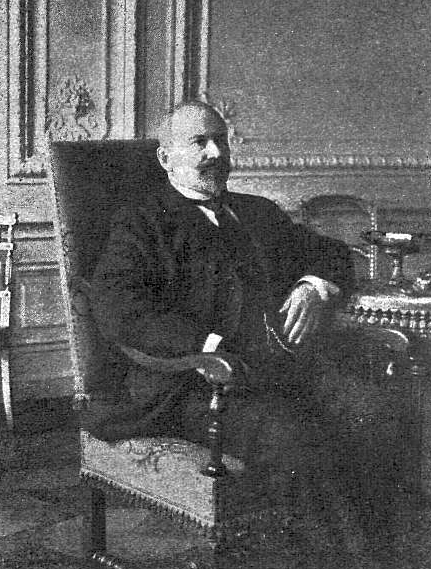
И. Г. Щегловитов

И. Г. Щегловитов напечатал ряд статей по разным вопросам уголовного права и процесса:
- о сопротивлении и неповиновении властям как особом преступлении («Юридический вестник», 1886, № 2 — 3),
- о постановке вопросов на суде присяжных (там же, 1888, № 5),
- об ограничении виндикации следов преступления («Журнал Гражданского и Уголовного Права», 1890, № 2),
- о судебной экспертизе документов (там же, 1891, № 6),
- о гражданской предсудимости по уголовным делам (там же, 1892, № 3),
- о репрессии суда присяжных в России (там же, 1893, № 7),
- о новых течениях в деятельности русского суда присяжных («Журнал Министерства Юстиции», 1900, № 12),
- о суде присяжных при действии нового уголовного уложения («Право», 1902),
- об основаниях и пределах ответственности врача пред уголовным законом (там же, 1903),
- о новом уголовном уложении («Журнал Министерства Юстиции», 1903, № 5) и др.

## Семья
По воспоминаниям[кем?] современника, Щегловитов даже в почтенных летах жил «в домашнем обиходе под башмаком своей матери, своевольной и скупой старухи», не терпевшей свободомыслия. Уже будучи министром, почтительный сын по утрам не смел садиться пить кофе, пока мамаша не выйдет из своих апартаментов. Тем не менее он был женат трижды.
Первой его женой была баронесса Елена Константиновна Дитерихс (1862—1918), дочь генерала К. А. Дитерихса, сестра «последнего защитника империи» Михаила Дитерихса. После развода вышла замуж за князя Алексея Алексеевича Оболенского (сына А. В. Оболенского); в ноябре 1918 г. сожжена крестьянами в родовом имении Горки Могилёвской губернии. Дети от первого брака:
- Сын Константин (1884—1926), участник белого движения, вёл переговоры с венгерским правительством об интервенции, после гражданской войны эмигрировал в Болгарию, где вошёл в долги и застрелился[12].
- Дочь Софья вышла замуж за орловского помещика Дмитрия Николаевича Стольникова[13].

Вторая жена — Анна Николаевна Шванвич (1870—1895). Умерла при родах, оставив дочь Анну (1895—1970), которая вышла замуж за В. А. Ханенко, члена Государственной думы. После Второй мировой войны жила в Риме со вторым мужем, врачом Константином Лозино-Лозинским (1894—1986).
Третьей супругой И. Щегловитова стала вдова статс-секретаря С. К. Тецнера, Мария Фёдоровна, урождённая Куличенко (1866—1920), которая пришла в его дом хлопотать за арестованного брата-революционера. «Ходили слухи, что она рассматривала даже бумаги, поступавшие в министерство юстиции, и делала на них для мужа пометки, ставя крестики, когда дело, по её мнению, подлежало решить в положительном смысле, и нолики — в отрицательном». Их дочь Мария умерла в младенчестве.